# Uggiano Montefusco
Uggiano Montefusco (Asciànu in dialetto uggianese) è una frazione del comune di Manduria (in provincia di Taranto) di circa 1.667 abitanti.

## Geografia fisica

### Territorio
Il borgo è situato tra due paesi: Manduria (dalla quale dista due chilometri) e Sava (dalla quale dista quattro chilometri) in una fertile zona pianeggiante coltivata di uliveti e soprattutto vigneti, i quali sono famosi per il vino che producono: il Primitivo di Manduria.

## Storia
Le prime notizie riguardo ad Uggiano Montefusco risalgono al 1315 d.C quando Roberto D'Angiò concedette il casale in feudo a Costanza Montefusco ma l'esistenza del Castello di architettura normanna fanno anticipare l'esistenza del casale almeno al XII secolo. In seguito ai Montefusco, governarono le famiglie degli Abrizi prima e degli Imperiali poi. Nel frattempo, durante il periodo medioevale, si sviluppa il borgo attorno al Castello (oggi scomparso ma già in rovina nell'Ottocento) e alla chiesa dedicata all'Assunta.
Agli inizi del XIX secolo perde lo” status” di “universitas” e diviene frazione di Manduria. Che il borgo abbia avuto un'origine militare, probabilmente a seguito della costruzione del suddetto castello, lo testimonierebbe anche il toponimo. Uggiano, infatti, deriverebbe dal latino "Vigilarum" (considerando la confusione grafica tipicamente latina di U e V) ed indicherebbe un luogo di vedetta e di controllo del territorio circostante o della vicina Manduria. Le fortificazioni normanne sorsero proprio per controllare e ripristinare l'ordine ed anche Manduria ne aveva una proprio nel punto dove ora sorge il più recente Palazzo Imperiali-Filotico.Come detto prima, come conseguenza della confusione tra U e V, troviamo sia toponimi come Uggiano La Chiesa, nei pressi di Otranto e Viggiano, in provincia di Potenza. Anche questi centri sorsero come avamposti di città vicine più importanti,nel primo caso di Otranto, nel secondo dell'antica città romana di Grumentum.

## Monumenti

### Chiesa Madre (XVIII secolo)

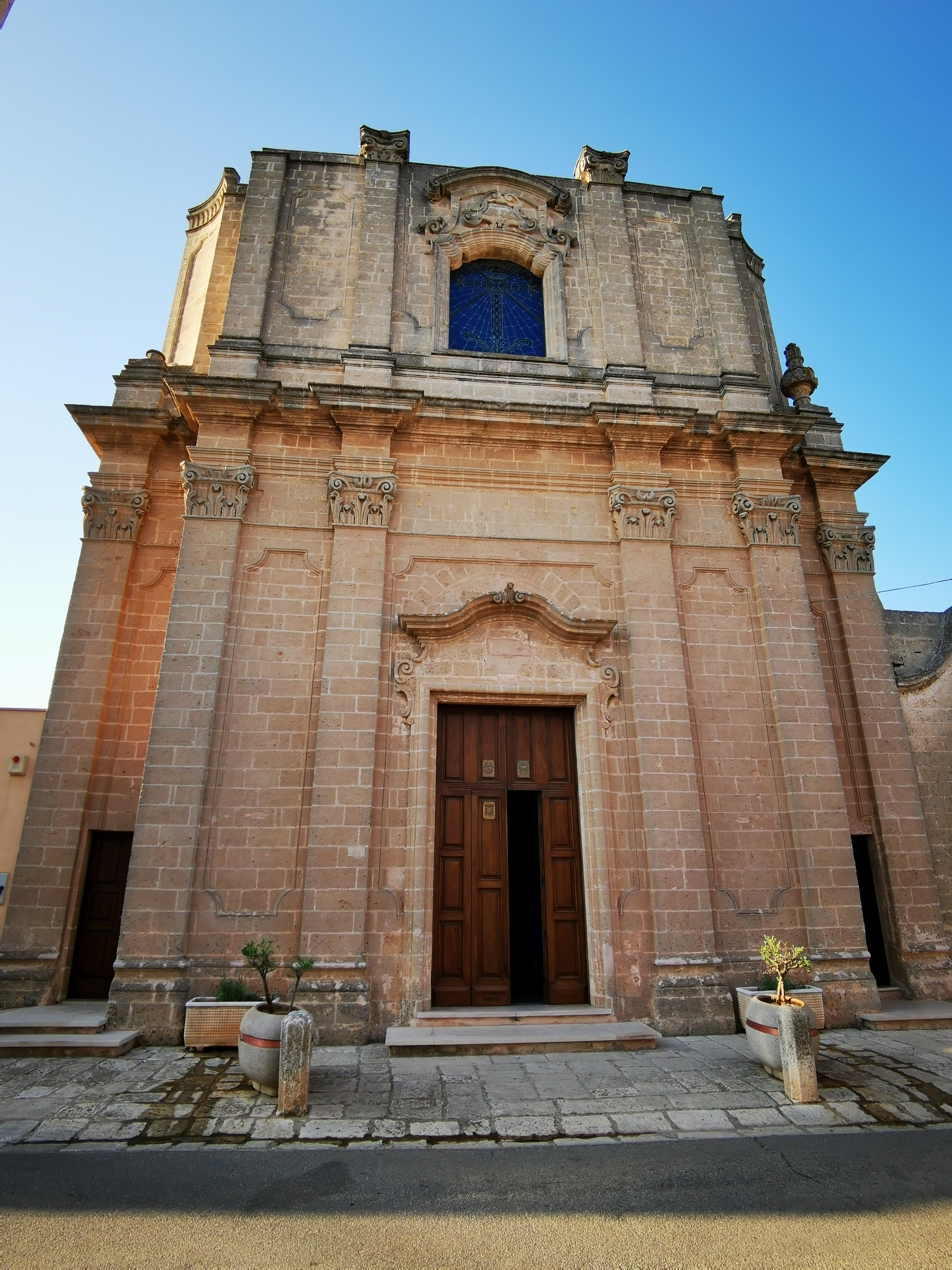
Chiesa Madre

Dedicata all'Assunta, conserva belle tele dei fratelli Bianchi (pittori manduriani del settecento). Suggestivi sono gli affreschi del pittore manduriano Ettore Marzo che, negli anni sessanta del Novecento, quando furono eseguiti interventi strutturali nella chiesa, la impreziosì ancor più. Oltre ai Quattro Evangelisti, particolarmente interessante è l'immagine raffigurante San Pietro che sembra posare i piedi sulla sabbia ed ha sullo sfondo una marina, richiamando all'attenzione la spiaggia di San Pietro in Bevagna, luogo di sbarco in Italia del Santo.

### Cappella della Madonna del Rosario (XVIII secolo)
È una cappella attigua alla Chiesa Madre e risale al Settecento.

### Cappella di San Nicola (XVII secolo)
È una cappella che dista qualche isolato dalla Chiesa Madre ed è dedicata al Santo Patrono di Uggiano, San Nicola, festeggiato l'8 e il 9 ottobre. Recentemente restaurata ad opera dell'Architetto francavillese Mario Passaro con due interventi separati di impermeabilizzazione delle coperture e asportazione di incrostazioni dai prospetti, in questa cappella viene celebrata la "Novena".